# Human Rights Act 1998
L'Human Rights Act 1998, (in italiano, Legge sui Diritti Umani del 1998) è una legge promulgata dal Parlamento del Regno Unito approvata il 9 novembre 1998, ed entrata in vigore il 2 ottobre 2000.

## Contenuto
La norma stabilisce che tutti i diritti umani enunciati nella Convenzione europea per la salvaguardia dei diritti dell'uomo e delle libertà fondamentali (CEDU) si applicano esplicitamente al Regno Unito. Abolisce, inoltre, in modo esplicito la pena di morte, che di fatto non viene applicata già da molto tempo. L'articolo 4 dà ai giudici la possibilità di dichiarare una legge incompatibile con la CEDU; tuttavia, il Parlamento del Regno Unito non è formalmente obbligato a modificare tale atto.